# Zinksulfid
Zinksulfid är en kemisk förening mellan zink och svavel. Det förekommer naturligt tillsammans med järn i mineralerna sfalerit (zinkblände) och wurtzit. Naturligt förekommande zinksulfid är ofta svart på grund av orenheter, medan den rena formen är vit. Det kan göras fosforescerande med en liten tillblandning av någon metall som agerar aktivator.

## Framställning
Vanligtvis utvinns zinksulfid ur mineralen ovan eller som restprodukt från svavelrening (se zinkoxid). Det går dock att framställa genom att förbränna en blandning av zink och svavel.
{\displaystyle {\rm {8\ Zn+S_{8}\rightarrow 8\ ZnS}}}

## Användning
- Då det kan göras fosforescerande används zinksulfid som scintillator i till exempel katodstrålerör. Det kan ge ljus med olika våglängder beroende på vilken metall som tillsätts. Silver ger blått ljus, koppar ger grönt ljus och mangan ger orange-rött ljus. Zinksulfid med koppar används i lysväv.
- Zinksulfid används också i skyddsglas och linser till värmekameror eftersom det är transparent för IR-ljus.

### Pigment
- C.I. Pigment White 7 (77995, 77975), ZnS, ett vitt pigment. Används bland annat för modifiering till andra pigment.[1][2]
- C.I. Pigment Black 17 (77975), ZnS.H2O, hydraterad zinksulfid. Mörkt brungrått. Framställs via vitt zinksulfid, PW7.[2][3]
- Används med aktiverande metaller som fosforescerande pigment, till exempel grönt tillsammans med koppar.[4] Dessa är i allmänhet inte särskilt beständiga pigment.
- Används tillsammans med bariumsulfat i litopon, PW5, även kallat Griffiths vitt, täckvitt eller täckzink.
- I kadmiumgult, PY35, läggs zinksulfid till för att ge ett ljusare pigment, som drar mer åt grönt än ren kadmiumsulfid, PY37.